# Nowy cmentarz żydowski w Mielcu
Nowy cmentarz żydowski w Mielcu – został założony w XIX wieku i znajduje się przy obecnej ul. Traugutta. Zachowały się cztery nagrobki oraz pomnik ustawiony na zbiorowej mogile 300 ofiar Holocaustu.